# نیشمی
نیشمی (به ایتالیایی: Niscemi) یک کومونه در ایتالیا است که در استان کالتانیستا واقع شده‌است.

## خصوصیات
نیشمی ۹۶ کیلومترمربع مساحت و ۲۸٬۱۵۲ نفر جمعیت دارد و ۳۳۲ متر بالاتر از سطح دریا واقع شده‌است.